# Brocchinia
Brocchinia es un género de angiospermas perteneciente a la subfamilia Pitcairnioideae (familia Bromeliaceae). Son nativas de Venezuela y de Guyana y se encuentran en zonas de areniscas. 

## Descripción
Análisis filogenéticos han demostrado que Brocchinia representa su propio género, posiblemente uno de los más antiguos linajes, separado de otros géneros de Pitcairnioideae. 
Al menos una especie de Brocchinia es considerada una planta carnívora. B. reducta, como otras de su familia recolecta agua en su roseta basal, las hojas de B. reducta se han adaptado para atraer, matar, digerir y adsorber los nutrientes de los insectos que atrapa.

## Taxonomía
El género fue descrito por J.H.Schult. ex J.A.Schult. & J.H.Schult. y publicado en Systema Vegetabilium 7(2): lxx, 1250. 1830. La especie tipo es: Brocchinia paniculata
Etimología
Brocchinia: nombre genérico que fue otorgado en honor del naturalista italiano Giovanni Battista Brocchi.

## Especies
- Brocchinia acuminata
- Brocchinia amazonica
- Brocchinia cataractarum
- Brocchinia cowanii
- Brocchinia delicatula
- Brocchinia gilmartiniae
- Brocchinia hectioides
- Brocchinia hitchcockii
- Brocchinia maguirei
- Brocchinia melanacra
- Brocchinia micrantha
- Brocchinia paniculata
- Brocchinia prismatica
- Brocchinia reducta
- Brocchinia rupestris
- Brocchinia serrata
- Brocchinia steyermarkii
- Brocchinia tatei
- Brocchinia vestita
- Brocchinia wurdackiana